# روز جهانی خلاقیت و نوآوری
روز جهانی خلاقیت و نوآوری (انگلیسی: World Creativity and Innovation Day) از روزهای جهانی سازمان ملل متحد است که سالانه با هدف آگاهی دربارهٔ اهمیت خلاقیت و نوآوری در حل مشکلات با توجه به پیشبرد اهداف توسعه پایدار برگزار می‌شود. این روز با قطعنامهٔ ۷۱/۲۸۴ سازمان ملل متحد و با حمایت ۸۰ کشور ایجاد شد. اولین گرامیداشت روز جهانی خلاقیت و نوآوری، در ۲۱ آوریل ۲۰۱۸ بود.
هدف از این روز، تشویق تفکر چند رشته‌ای خلاق در سطح فردی و گروهی است که طبق گزارش ویژهٔ یونسکو، برنامه عمران ملل متحد و دفتر همکاری‌های جنوب-جنوب ملل متحد، نوآوری و خلاقیت در حال تبدیل شدن به ثروت واقعی برای هر کشور در قرن اخیر است.